# Puertas de órgano con santos

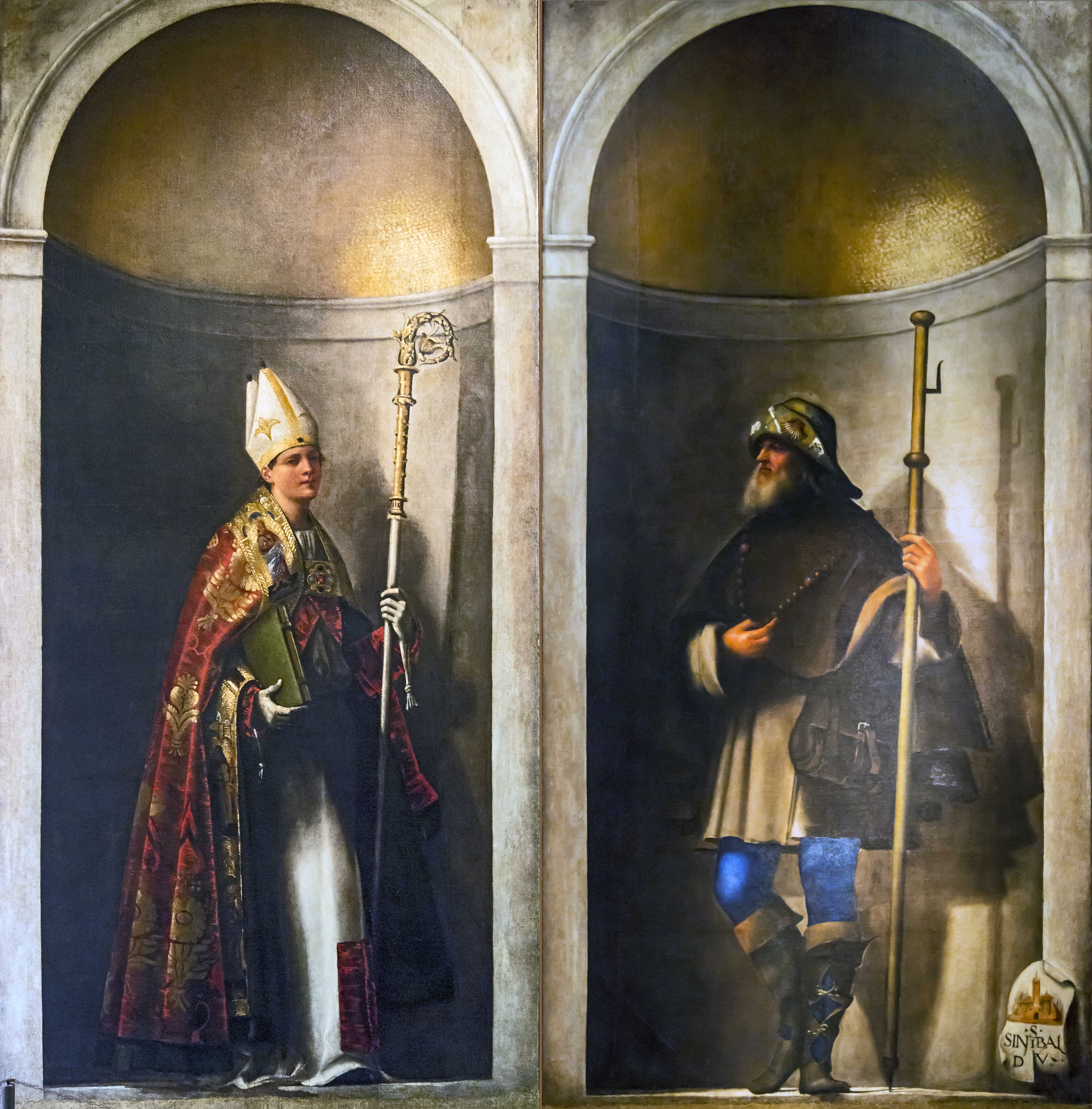
Abiertas.

Las Puertas de órgano con santos son una pareja de paneles pintados por las dos caras al óleo sobre lienzo de 293 x 137 cm cada uno, de Sebastiano del Piombo, de hacia 1509 y conservadas en la galería de la Academia, procedentes de la iglesia de San Bartolomé en Venecia.

## Historia
La pintura de las puertas anteórgano fue encargada por Alvise Ricci, vicario de la iglesia de 1507 a 1509, probablemente con la participación también de los mercaderes alemanes que frecuentaban la iglesia, de lo cual la presencia de san Sinibaldo, patrón de Núremberg. El hecho de que el artista viera necesario identificarlo con un pequeño cartel abajo a la derecha con su nombre y la evocación de una ciudad del norte (el atributo típico del santo es además del atuendo de peregrino, una maqueta de la ciudad de Núremberg en la mano) sugiere que ese santo no era muy conocido en Venecia.
Fue una de las primeras obras "en solitario" de Sebastiano. Las puertas permanecieron siempre en su lugar en la iglesia, siendo objeto de restauraciones y repintes que dificultaron la lectura de la superficie pictórica.

## Descripción y estilo
Las puertas cerradas muestran a los santos Bartolomé y Sebastián bajo un arco clásico entre dos columnas adosadas a pilares y que se abre sobre un fondo oscuro; la columna de la derecha tiene también una función narrativa, pues a ella está atado Sebastián, que sufrió así el martirio de ser asaetado.
Las puertas abiertas muestran a los santos Luis de Tolosa y Sinibaldo, que emergen con increíble fuerza plástica de nichos en penumbra en los que se proyectan sus sombras, con la bóveda cubierta de mosaicos dorados según el estilo bizantino-veneciano, ya presente en retablos de altar de Giovanni Bellini. 
Notable es la descripción de los detalles (el rico manto del obispo Luis, la vestimenta de peregrino de Sinibaldo), con una soberbia paleta intensa y brillante. Los santos aparecen de cuerpo entero a tamaño natural y los colores del exterior contrastan con los del interior. La fusión entre sujetos y espacio, operada por medio de la atmósfera difuminada y envolvente, remite a la escuela de Giorgione, así como el sentimiento de silenciosa contemplación.